# رايلي ماكورميك
رايلي ماكورميك هو غطاس كندي، ولد في 25 أغسطس 1991 في فيكتوريا في كندا.

## وصلات خارجية
- رايلي ماكورميك على موقع الاتحاد الدولي للسباحة (الإنجليزية)
- رايلي ماكورميك على موقع اللجنة الأولمبية الدولية (الإنجليزية)
- رايلي ماكورميك على موقع أوليمبيديا (الإنجليزية)
- رايلي ماكورميك على موقع اللجنة الأولمبية الكندية (الإنجليزية)
- رايلي ماكورميك على موقع اتحاد ألعاب الكومنولث (مؤرشف) (الإنجليزية)
- رايلي ماكورميك على موقع دورة ألعاب الكومنولث 2006 (مؤرشف) (الإنجليزية)
- رايلي ماكورميك على موقع دورة ألعاب الكومنولث 2014 (مؤرشف) (الإنجليزية)